# إسماعيل باشا أبو جبل

إسماعيل باشا أبو جبل

أمير اللواء إسماعيل باشا أبو جبل (1234 هـ ـ 17 جمادى الآخرة 1300 هـ) هو قائد عسكري وسياسي مصري عاش في القرن التاسع عشر. شارك قائدًا لأحد الألوية في حرب القرم، التي خاضها الجيش المصري إلى جانب جيوش الدولة العثمانية، ثم كلفه الوالي سعيد باشا ـ في 15 محرم 1272، الموافق 27 سبتمبر 1855 ـ بقيادة الجيوش المصرية في القرم بعد استعفاء أحمد باشا المنكلي لاعتلال صحته.

## نشأته الأولى

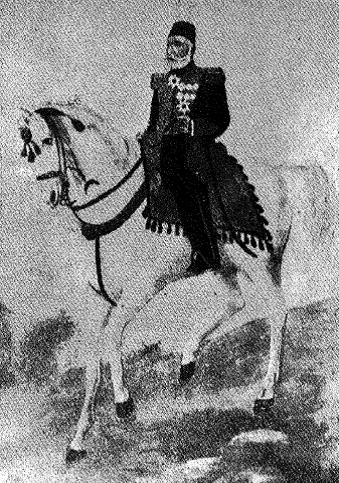
إسماعيل باشا أبو جبل

ولد إسماعيل حقي بن سليمان بن بكير بن أحمد سنة 1234 هـ في قرية موريدي، التابعة لولاية معمورة العزيز بالأناضول، وكان أبوه قائمقامًا لقريته. أرسله أبوه إلى مصر سنة 1248 هـ، فالتحق بمدرسة الدرسخانة بالقلعة، حيث أتقن اللغتين التركية والفارسية والكتابة، ثم انتقل إلى المدارس الحربية بوجاق النخيلة (بالخانكة).

## حياته العسكرية
في 4 صفر 1250 هـ، أُلحق بألاي المشاة الحادي والعشرين (21 جي ألاي بيادة) بوظيفة برنجي علمدار، ثم رقي إلى رتبة ملازم أول ببرنجي أورطة 8 جي بلوك، ولم يلبث أن رقي إلى رتبة يوزباشي برنجي أورطة برنجي بلوك في 6 من ذي القعدة، ثم سافر ضمن قوات إبراهيم باشا لمحاربة الوهابيين، وهناك رُقي إلى رتبة برنجي صاغقول أغاسي، ثم رقي إلى رتبة 2 جي بيكباشي بعد أن أثبت جدارته في معركة جبل الدرعية، ثم رقي إلى رتبة برنجي بيكباشي (التي تعادل رتبة قائمقام) وعُين قائدًا (قومندانًا) على فرقة من الجنود خاضت معركة فاصلة أبلى فيها إسماعيل باشا بلاء حسنًا.
بعد عودة إسماعيل باشا من الحجاز مع التجريدة المصرية، مُنح رتبة أميرالاي، وفي السابع من جمادى الآخرة سنة 1266 رُقي إلى رتبة لواء، وعُهد إليه بقيادة ألاي 3 جي وألاي 4 جي بيادة (مشاة)، ثم عُين مديرًا لعموم مديريتي قنا وإسنا، ثم حكمدارًا للسودان وقومندانًا لعساكرها، ثم عاد إلى مصر فعُين لواء على برنجي ألاي و4 جي ألاي بيادة.
وعندما اندلعت حرب القرم، طلبت الدولة العثمانية تجريدة مصرية لمحاربة الروس، فجهزت الحكومة المصرية جيشًا كان قائدها العام أحمد باشا المنكلي، وعُين إسماعيل باشا أبو جبل قومندانًا ثانيًا لثلاثة ألايات من عساكر البيادة وألاي خيالة زرخ وأورطة طوبجية (مدفعية) بدلًا من اللواء أحمد باشا شكري.
ثم استعفى المنكلي باشا من قيادة التجريدة لاعتلال صحته، فأعفاه سعيد باشا في 27 سبتمبر 1855 (15 محرم 1272)، وولى إسماعيل باشا أبو جبل مكانه.
وفي أعقاب عودة أبي جبل إلى مصر سنة 1272، عُين رئيسًا مؤقتًا لمجلس طنطا، ثم عُين قومندانًا عموميًا (قائدًا عامًا) للعساكر البيادة (المشاة) بمعية سعيد باشا، وظل في هذا المنصب حتى صدر أمر الجهادية بالاستغناء عن جميع الألوية والمعاونين، فاستقال وأُعطي أطيانًا بصفة معاش، غير أنه لم يلبث أن أعيد إلى الخدمة العسكرية وعُين لواء على عساكر المعية السنية، ثم عُين عضوًا بمجلس الأحكام، ثم عُين «سر جشمة أوردي» بديوان الجهادية بدلًا من علي باشا قوللي، ثم عاد ثانية إلى مجلس الأحكام الذي لم يلبث أن ألغي بأمر من سعيد باشا، فعُين إسماعيل باشا مأمورًا لبيع أملاك الميري (الأملاك الحكومية) لتسديد الديون.
وفي تلك الأثناء تمرد عربان الفيوم والواحات، فعُين إسماعيل باشا مأمورًا عسكريًا فوق العادة لإخماد ثورتهم، فنجح في ذلك، ثم عُين مديرًا لمديريتي قنا وإسنا، وفي تلك الأثناء جاء ولي عهد بلجيكا (الملك ليوبولد الثاني فيما بعد) لزيارة الصعيد، فقابله إسماعيل باشا، ولازمه مدة إقامته، ولما عاد الأمير البلجيكي إلى بلاده أهدت حكومة بلجيكا أبا جبل وسام ليوبولد من رتبة ضابط (أوفيسييه) مصحوبًا بخطاب شكر وارد من وزارة الخارجية بتاريخ 12 يوليو 1863.
ثم عُين إبو جبل رئيسًا للمجلس العسكري بمصر، ثم مديرًا للغربية، ثم أنعم عليه الخديو إسماعيل برتبة الفريق، ثم عُين عضوًا بمجلس الأحكام حتى أُلغي ذلك المجلس.
وفي سنة 1283 تولى أبو جبل منصب مأمور عموم الملاحات، ثم أضيفت إلى مسؤولياته مأمورية تشهيلات القناطر الإبراهيمية بديروط، ثم عُين محافظًا لمصر (القاهرة) مع بقاء المأمورية الأولى في عهدته، ثم فُصل عنها وعُين مأمورًا لتحصيلات الأموال المتأخرة بالوجه القبلي. وفي سنة 1291 هـ عُين عضوًا بمجلس الأحكام، وفي العام التالي عُين وكيلًا لذلك المجلس، ثم تقلد في العام الذي يليه منصب أمين عموم بيت مال مصر، وفي 10 أبريل 1879 عُين رئيسًا لمجلس الأحكام، وظل في هذا المنصب حتى أحيل إلى المعاش في 15 سبتمبر 1879.
وعندما اندلعت الثورة العرابية، كان أبو جبل من كبار المعارضين لها، ورافق الخديو توفيق إلى الإسكندرية، وبعد ضرب الإسكندرية رافق توفيق إلى سراي رأس التين، غير أن صحته لم تلبث أن اعتلت عقب عودته إلى القاهرة، حيث توفي في 17 جمادى الآخرة سنة 1300 هـ.

## لقبه
لُقب أبو جبل بهذا اللقب تكريمًا لبلائه الحسن في إحدى معارك الحروب الوهابية؛ ففي إحدى الوقائع انحصرت القوة التي كان يقودها في الجبل، وأحاط بهم العدو من كل صوب، فاستل إسماعيل باشا سيفه وقاد جنوده في هجوم مضاد، وكان إبراهيم باشا الكبير يراقب القتال على بُعد، وقد أصيب إسماعيل باشا إصابات بالغة في هذه المعركة، غير أنه ثبت مع جنوده حتى انتصر في النهاية، فاستدعاه إبراهيم باشا وشكره على بسالته وأمر طبيبه الخاص بعلاج جروحه، ولُقب منذ ذلك الوقت بأبي جبل.

## الأوسمة والتكريم
- النيشان المجيدي من الدرجة الثانية (الدولة العثمانية)
- ميدالية الإخلاص (الدولة العثمانية)
- ميدالية حرب القرم (الدولة العثمانية)
- نيشان الافتخار (الدولة العثمانية)
- وسام ليوبولد (بلجيكا)